# Daniel Krutzen
Daniel Krutzen, né le 19 septembre 1996 à Lanaken, est un footballeur belge évoluant au poste de défenseur central avec le Forge FC en Première ligue canadienne.

## Statistiques

### Statistiques en club
| Saison                | Club                  | Championnat           | Championnat | Championnat | Championnat | Coupe(s) nationale(s) | Coupe(s) nationale(s) | Coupe(s) nationale(s) | Compétition(s) continentale(s) | Compétition(s) continentale(s) | Compétition(s) continentale(s) | Compétition(s) continentale(s) | Séries | Séries | Séries | Total | Total | Total |
| Saison                | Club                  | Division              | M.          | B.          | P.d.        | M.                    | B.                    | P.d.                  | Comp.                          | M.                             | B.                             | P.d.                           | M.     | B.     | P.d.   | M.    | B.    | P.d.  |
| 2019                  | Forge FC              | PLCan                 | 26          | 1           | 2           | 2                     | 0                     | 0                     | LC                             | 4                              | 1                              | 0                              | 2      | 0      | 0      | 34    | 2     | 2     |
| 2020                  | Forge FC              | PLCan                 | 7           | 1           | 0           | -                     | -                     | -                     | LC                             | 4                              | 2                              | 0                              | 4      | 0      | 0      | 15    | 3     | 0     |
| 2021                  | Forge FC              | PLCan                 | 0           | 0           | 0           | 0                     | 0                     | 0                     | -                              | -                              | -                              | -                              | -      | -      | -      | 0     | 0     | 0     |
| Total sur la carrière | Total sur la carrière | Total sur la carrière | 33          | 2           | 2           | 2                     | 0                     | 0                     | -                              | 8                              | 3                              | 0                              | 6      | 0      | 0      | 49    | 5     | 2     |

## Palmarès
Forge FC
- Première ligue canadienne (2) :
  - Champion : 2019[5] et 2020[6].